# Bayerische Kulturlandstiftung
Die Bayerische KulturLandStiftung ist eine Stiftung bürgerlichen Rechts mit Sitz in München. Sie wurde  von der BBV LandSiedlung, einem Dienstleistungsunternehmen des Bayerischen Bauernverbandes, im April 2011 gegründet. Zweck der Stiftung ist die Förderung von Natur-, Umwelt-, Landschaftsschutz und Gewässerpflege in Bayern im Sinne des Bundesnaturschutzgesetzes und der Naturschutzgesetze der Länder.
Es soll die bayerische Kulturlandschaft durch eine nachhaltige Nutzung gesichert und bewahrt werden. Dadurch sollen neue Wege im Umwelt- und Naturschutz gegangen werden.
Die Stiftung möchte Impulse geben und Themen im Umwelt- und Naturschutz etablieren. Ihr Anliegen dabei ist die gemeinsame Planung und aktive Durchführung von Ausgleichs- und Ersatzmaßnahmen mit Kommunen, Land- und Forstwirten.

## Projektförderung und Leistungen

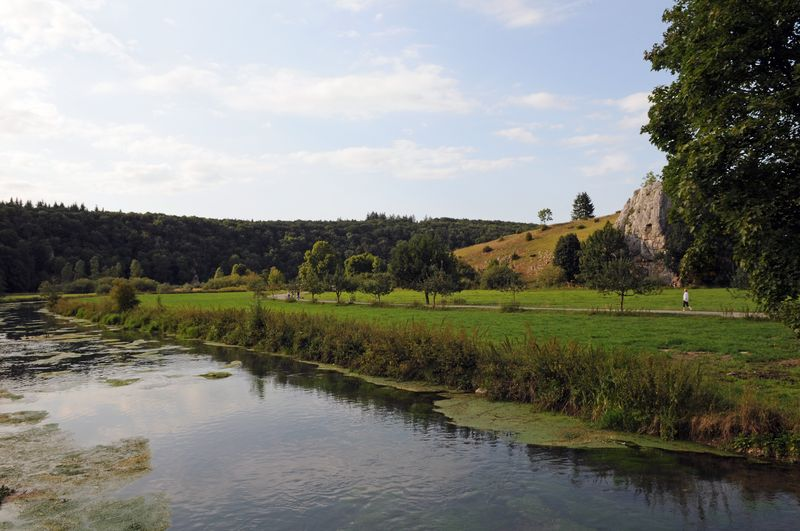
Bayerische Kulturlandschaft

Die Mitarbeiter beraten, planen und verwalten Flächen, die zum Naturschutz und zur Landschaftspflege erworben wurden und gewährleisten deren nachhaltige Pflege und Entwicklung. Dabei begleitet die Stiftung die Umsetzung und dokumentiert die Maßnahmen und deren Ergebnisse. Auf Wunsch werden Tauschflächen beschafft und/oder eigene Flächen in Projekte eingebracht. Das Ziel besteht stets darin, im Konsens mit den Eigentümern und Bewirtschaftern nachhaltige Lösungen für den Erhalt der Kulturlandschaft zu erarbeiten.

## Organe der Stiftung
Die Stiftung hat drei Stiftungsorgane und die Geschäftsführung.

### Stiftungsvorstand
- Stefan Köhler, Präsident Bayerischer Bauernverband Bezirk Unterfranken Aschaffenburg, Vorsitzender
- Georg Wimmer, Generalsekretär a. D. des Bayerischen Bauernverbandes (BBV, München)
- Matthias Borst, stellvertretender Generalsekretär des Bayerischen Bauernverbandes und Direktor des Fachbereichs Agrar- und Umweltpolitik (BBV, München)

### Stiftungsrat
Dem Vorstand steht ein Beirat zur Seite, dem Vertreter aus Politik, Landwirtschaft, Naturschutz, Wissenschaft sowie der Beratung angehören.
Besetzung des Beirats (Stand 2024):
- Christine Singer, Landesbäuerin des Bayerischen Bauernverbandes
- Gunter Nüssel, Dipl.-Ing. agr., Steuerberater, Geschäftsführer bei der LBD Landwirtschaftlicher Buchführungsdienst (Gröbenzell)
- Günther Felßner, Präsident des Bayerischen Bauernverbandes, Vizepräsident des Deutschen Bauernverbandes
- Carl-Wilhelm von Butler, Rechtsanwalt, Generalsekretär des Bayerischen Bauernverbandes und Geschäftsführer der Landvokat GmbH

### Kuratorium
Dem Vorstand und dem Stiftungsrat steht ergänzend das Kuratorium bei, dem Vertreter aus Politik, Landwirtschaft, Naturschutz, Wissenschaft sowie der Beratung angehören.
Besetzung des Beirats (2018–2022):
- Angelika Schorer, MdL, Vorsitzende des Ausschusses für Ernährung, Landwirtschaft und Forsten (Vorsitzende)
- Johannes Kollmann, Lehrstuhl für Renaturierungsökologie der Technischen Universität München
- Johannes Sauer, Lehrstuhl für Produktions- und Ressourcenökonomie der Technischen Universität München
- Tobias Volkert, Dipl.-Ing. agr., Landwirt
- Harald Volz, Leiter des Bereichs Kulturlandschaft und Landschaftsentwicklung der Bayerischen Landesanstalt für Landwirtschaft

### Geschäftsführung
- Dominik Himmler